# Germaine van Foix
Germaine van Foix (Foix, 1488 - Liria, 15 oktober 1536) was van 1506 tot 1516 koningin-gemalin van Aragón, Napels, Sicilië en Sardinië en van 1512 tot 1516 koningin-gemalin van Navarra. Ze behoorde tot het huis Foix.

## Levensloop
Germaine was de dochter van Jan van Foix, burggraaf van Narbonne en graaf van Étampes, uit diens huwelijk met Maria van Orléans, dochter van hertog Karel van Orléans en zus van koning Lodewijk XII van Frankrijk. Ze was de zus van de Franse veldheer Gaston van Foix-Nemours, die in 1512 sneuvelde in de slag bij Ravenna tijdens de Oorlog van de Liga van Kamerijk.

### Eerste huwelijk
Op 22 maart 1506 huwde ze in Dénia met de veel oudere koning Ferdinand II van Aragón (1452-1516), twee jaar na de dood van zijn eerste echtgenote, koningin Isabella I van Castilië. Ferdinand huwde een tweede maal in de hoop om een mannelijke erfgenaam te produceren, die dan in de Aragonese lijn van troonopvolging voorrang zou krijgen op zijn dochter Johanna de Waanzinnige. Door het huwelijk werd Germaine koningin-gemalin van Aragón, Napels, Sicilië en Sardinië. Nadat Ferdinand in 1512 het koninkrijk Navarra veroverde, werd ze ook koningin-gemalin van Navarra.
Het huwelijk, dat om politieke redenen werd gesloten, moest de vrede tussen koning Lodewijk XII van Frankrijk en Ferdinand II van Aragón bezegelen. Deze vrede was tot stand gekomen door het verdrag van Blois. Dit verdrag hield in dat de Franse koning zijn dynastieke rechten op het koninkrijk Napels en de titel van koning van Jeruzalem moest afstaan aan Ferdinand en Germaine. In het geval dat het echtpaar kinderloos zou blijven, zouden die rechten terugvallen aan de Franse kroon. Als tegenprestatie moest Ferdinand beloven om een eventuele zoon uit dit huwelijk tot koning van Aragón te benoemen. De verbintenis veroorzaakte weerstand bij de adel in Castilië, omdat gevreesd werd dat Ferdinand wilde verhinderen dat zijn dochter Johanna en haar echtgenoot Filips de Schone het koninkrijk Aragón zouden erven.
Op 3 mei 1509 werd in Valladolid het eerste en enige kind van het echtpaar geboren: Jan, prins van Gerona. Door de geboorte van het kind werd de samensmelting van de koninkrijken Aragón en Castilië verhinderd. Niet voor lang echter, aangezien de zuigeling slechts enkele uren leefde. Andere bronnen zeggen dan weer dat de prins vier dagen leefde en op 7 mei 1509 overleed.
Op 15 januari 1516 overleed koning Ferdinand II van Aragón. Hij had twee jaar lang gezondheidsproblemen gehad en was plots gestorven na het nuttigen van kruiden die moesten dienen om zijn vruchtbaarheid te bevorderen. In zijn testament beloofde hij Germaine een jaarlijkse weduwerente van 50.000 florijnen. Als ze een tweede keer zou huwen, zou deze rente echter ingetrokken worden. Na de dood van haar echtgenoot trok Germaine naar Castilië.

### Mogelijke relatie met koning Karel I van Spanje

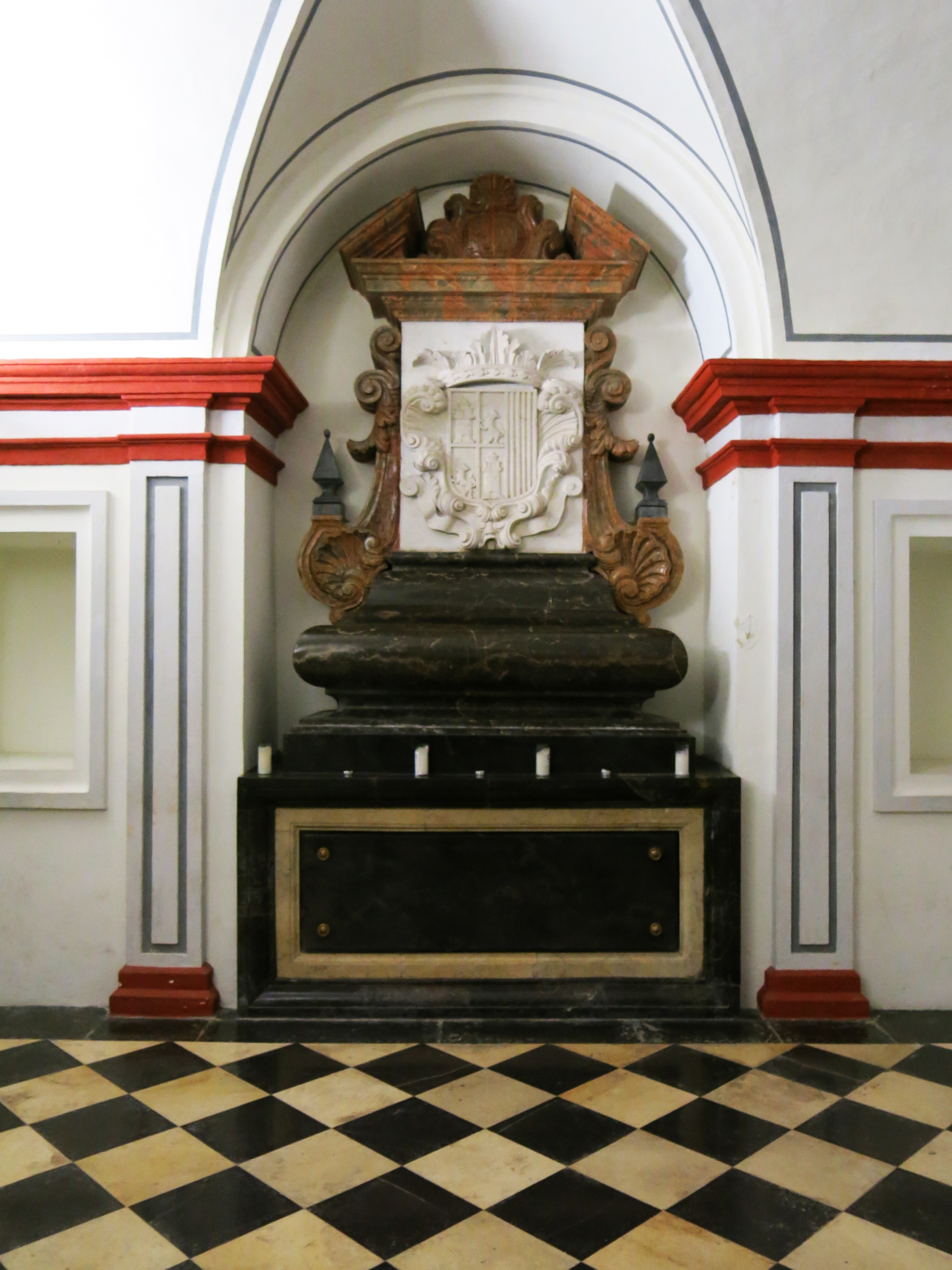
Graftombe in het klooster van San Miguel de los Reyes

Volgens vele tijdgenoten hadden Germaine en koning Karel I van Spanje, Ferdinands kleinzoon en opvolger, een liefdesrelatie. Karel verhinderde de plannen voor een nieuw huwelijk tussen Germaine en haar neef Odet van Foix.
Na zijn aankomst in Spanje in 1517 ontmoette Karel voor het eerst Germaine, de weduwe van zijn grootvader. Op dat moment was ze een aantrekkelijke vrouw van 29 jaar en leed ze nog niet aan zwaarlijvigheid. Om Germaine te eren organiseerde Karel verschillende banketten en toernooien. Er zou zich al snel een liefdesrelatie tussen de twee ontstaan zijn, die resulteerde in de geboorte van een dochter genaamd Isabella. Hoewel ze nooit officieel erkend werd, noemde Germaine van Foix het meisje in het testament "Infanta Isabel" en de vader van het kind "de Keizer". Isabella zou op 20 augustus 1518 geboren zijn in Valencia, groeide op aan het koningshof in Castilië en stierf in 1537 in Perpignan.
Ook vergezelde Germaine in 1519 Karel en zijn zus Eleonora van Zaragoza naar Barcelona, waar de koning ingehuldigd en de koninklijke familie toegejuicht werd. Om te vermijden dat de liefdesrelatie tussen Karel en Germaine zou bekend raken, zou beslist zijn om haar uit te huwelijken aan haar tweede echtgenoot Johan van Brandenburg-Ansbach (1493-1525).

### Volgende huwelijken
De koning arrangeerde haar tweede huwelijk. Op 17 juni 1519 huwde Germaine in Barcelona met markgraaf Johan van Brandenburg-Ansbach, zoon van markgraaf Frederik I van Brandenburg-Ansbach en Sophia Jagiello, dochter van koning Casimir IV van Polen. In 1523 werd Germaine door Karel benoemd tot kapitein-generaal en onderkoningin van Valencia, twee functies die ze samen met haar echtgenoot uitoefende. Op 11 december van dat jaar werd het echtpaar formeel ingehuldigd in de kathedraal van Valencia. 
Nadat haar tweede echtgenoot in juli 1525 was overleden, hertrouwde Germaine op 1 augustus 1526 in Sevilla met Ferdinand van Aragón (1488-1550), hertog van Calabrië en zoon van koning Federik I van Napels. Germaine werd herbevestigd als onderkoningin van Valencia, ditmaal met haar derde echtgenoot aan haar zijde. In Valencia bevorderde het echtpaar kunst en muziek. Ze regeerden op autoritaire wijze en werden geconfronteerd met verschillende problemen: de hoge schuldenlast bij de adel, interne conflicten, banditisme, piraterij vanuit Noord-Afrika en een opstand van de Morisken. Ook onderdrukten ze een opstand van de gilden, waarop de bezittingen van de opstandelingen geconfisqueerd werden en het feodalisme opnieuw werd ingevoerd.
Op 18 oktober 1536 overleed Germaine op 48-jarige leeftijd in Liria. Ze werd bijgezet in het klooster van San Miguel de los Reyes in Valencia.